# Isla Pabellón
Isla Pabellón é uma das 33 “ilhas” do Salar de Uyuni, que é o maior deserto de sal do mundo, e que fica localizado no Departamento de Potosí e no Departamento de Oruro, no sudoeste da Bolívia.
É considerado uma ilha por constituir-se numa pequena elevação de terra, cercada de sal por todos os lados.